# Gagliato
Gagliato község (comune) Olaszország Calabria régiójában, Catanzaro megyében.

## Fekvése
A település egy, a Jón-tengerre néző sziklafal tetejére épült. Határai: Argusto, Cardinale, Petrizzi és Satriano.

## Története
A település első említése a 15. századból származik, amikor a dei Morano nemesi család birtoka volt. Később a Borgiák birtoka lett, majd a Sanseverino család tulajdona. A 19. század elején vált önálló községgé, amikor a Nápolyi Királyságban felszámolták a feudalizmust.

## Népessége
A népesség számának alakulása:

## Főbb látnivalói
- Palazzo Vincenzo Pelaggi
- Palazzo Romiti
- Palazzo Nocita
- Palazzo Nicola Pelaggi
- San Nicola-templom